# Arumugam Vijiaratnam
Arumugam Vijiaratnam (ur. 24 sierpnia 1921, zm. 18 lutego 2016) – singapurski sportowiec, reprezentant kraju w hokeju na trawie, rugby, krykiecie i piłce nożnej, olimpijczyk z Melbourne (1956).

## Życiorys
W młodości uczęszczał do Victoria School w Singapurze. Na początku lat 50. wyjechał na studia do Brighton College w Wielkiej Brytanii, gdzie kształcił się na kierunku inżynierii lądowej. Po powrocie do ojczyzny objął stanowisko w Zarządzie Portu Singapuru. Przez ponad 40 lat pracował jako inżynier, był też wieloletnim kanclerzem Uniwersytetu Technologicznego Nanyang.
Pierwotnie uprawiał piłkę nożną, po czym grał w krykieta i rugby. Wystąpił m.in. w spotkaniach przeciwko kadrom narodowym Malajów. W wyniku powracającej kontuzji uda zaczął uprawiać hokej na trawie. Przed igrzyskami olimpijskimi w Melbourne (1956) zagrał m.in. jako środkowy napastnik w meczu przeciwko Indonezji. W tej dyscyplinie uczestniczył również w Letnich Igrzyskach Olimpijskich 1956. Reprezentował Singapur w czterech z sześciu spotkań, które kadra narodowa zagrała na tym turnieju. W zwycięskim meczu grupowym przeciwko Amerykanom (6–1), Vijiaratnam zdobył swojego jedynego gola na tym turnieju. Jego reprezentacja zajęła finalnie 8. miejsce w stawce 12 zespołów. Vijiaratnam jest jedynym Singapurczykiem, który wystąpił w reprezentacji kraju w czterech olimpijskich dyscyplinach sportu.